# Marion Fischer (Zeitzeugin)
Marion Fischer, geborene Klein (geboren am 8. Mai 1937 in Wiener Neustadt) ist eine Überlebende des Holocaust und Zeitzeugin.

## Leben
Marion Fischers Vater, Alexander Klein, stammte aus Eisenstadt, er diente als Unteroffizier im Ersten Weltkrieg, bis er verwundet wurde. Er unterrichtete dann in einer Invalidenschule Kunstgewerbe. Nebenbei betreibt er ein kleines Juweliergeschäft, bereits sein Vater war Uhrmacher und er lernte von diesem das Handwerk. Bis zu seiner Heirat war er auch in einem Transportunternehmen tätig. Im Jahr 1929 heiratete er die am 13. Mai 1910 in Wien geborene Agnes Schiller. Sie arbeitete als Dienstmädchen in Budapest. Der erste Sohn des Paares wurde 1930 geboren, Oscar Klein. Bis 1938 lebte die Familie in Bad Sauerbrunn. Bereits 1938 organisierte Marions Fischers Vater die Flucht, geplant war Palästina. Die Familie ging zuerst nach Triest, hier verließ der Vater für ein Jahr die Familie, um Geld für die Flucht zu verdienen arbeitete er für das Joint Distribution Committee in Lugano. 1939 schiffte sich die Familie mit Einreisepapieren, ausgestellt vom Britischen Konsulat, nach Zypern ein. Dort wurde die Anlandung des Schiffes durch die Engländer verhindert und das Schiff musste zurück nach Triest. Alexander Klein wurde nach einigen Monaten verhaftet und in Casoli interniert, Agnes Klein ging zu den Behörden und verlangte zu ihrem Mann zu kommen, im Dezember 1940 wurden Marion Fischer und ihre Familie in das größte Internierungslager Italiens deportiert, in Ferramonti di Tarsia. Hier setzen auch die ersten eigenen Erinnerungen von Fischer ein. Die Kinder durften dort zur Schule, der Lagerleiter brachte die Kinder ab und an zum Eis essen in die Ortschaft. Die Bedingungen im Lager waren fürchterlich, das Gebiet war Malariaverseucht. Auch Marion Fischer erkrankte und war mit ihrer Mutter eine Zeit lang in Quarantäne. Als das Lager schließlich übervoll wurde, wurden einige Familien verlegt, so gehörte Marion Fischer und ihre Familie mit zu den ersten, die woanders hinverbracht wurden. Die Familie kam nach Arsiero, wo ihnen ein Zimmer zugewiesen wurde. Dort wurde das Leben für die Familie etwas angenehmer, Dorfbewohner luden sie immer wieder ein, man befreundete sich, ihre Mutter hatte noch wenigen Schmuck, den sie auf der Flucht retten konnten und tauschte Teile davon gegen Lebensmittel ein, ihr Vater machte Holz- und Laubsägearbeiten und verkaufte diese. Im Jahr 1943 sollten alle Jüdischen Familien nach Tonezza del Cimone weitertransportiert werden, zwei Familien traf dieses Schicksal nicht: Familie Landmann war die Ehefrau eine Christin und der Bürgermeister erlaubte ihr erstmal verunsichert wieder den Transport zu verlassen und Familie Klein. Agnes Klein war hochschwanger und Pater Don Antonio Frigó setzte sich für die Familie ein, man solle doch die Geburt des Kindes abwarten. Die Menschen, die nach Tonezza del Cimone kamen, wurden in der Folge in das Vernichtungslager Auschwitz deportiert und ermordet. Der Pater organisierte die Flucht der beiden Familien, Fluchthelfer war Arnaldo Rinald und dessen Schwester Maria, beide Widerstandskämpfer mit Erfahrung bei der Fluchthilfe. Agnes Klein führte ein Buch mit dem genauen Fluchtverlauf. Im Februar 1944 machen sich die Familien auf den Weg, über die Berge in die Schweiz. Marion Fischer bekam Frostbeulen an den Füßen, ihr Vater stürzte während der Flucht fast ab, die Mutter war im 8. Monat hochschwanger, die Flucht gelang. Arnaldi verlor während Kämpfen ein halbes Jahr später sein Leben, seit 1983 hat er den Ehrentitel Gerechter unter den Völkern.
Die Familie gehörte mit zu den letzten Familien, die in die Schweiz gelassen wurde. Der Film Das Boot ist voll bezieht sich vielleicht auch auf diese Flucht laut Oscar Klein. Sie kamen in das Internierungslager Girenbad, auch hier waren die Bedingungen schlecht, so starb hier der Sänger Joseph Schmidt, weil seine Erkrankung in seiner Schwere ignoriert wurde. Agnes Klein entband einen Sohn, doch starb er kurz nach der Geburt. In den kommenden zwei Jahren wurde die Familie in Lager in Basel, Samadan und Engelberg verlegt. Die Familie wurde in der Folge aufgeteilt, der Bruder kam in eine Familie nach Basel, die Eltern nach St. Moritz und Marion Fischer nach Zürich, in den Stadtteil Seebach, wo sie einer Familie zugeteilt wurde, die eine Kondotorei besaß. Sie konnte hier die Schule besuchen, erlebte aber Diskriminierung seitens einer Lehrerin. Ihr Vater erhielt in Basel eine Arbeit als Kunsthandwerker und die Familie wurde hier wieder vereint. Diese hatte sich inzwischen vergrößert, 1945 wurde eine weitere Schwester geboren. Alexander Klein ging 1947 nach Mailand, um dort als Instruktor für World ORT zu arbeiten. 1948 erfolgte die Rückkehr des Vaters nach Basel, seine Aufenthaltsgenemigung wurde nicht verlängert und die Familie geht nach Stresa. Hier besuchte Marion Fischer eine Klosterschule und erlebt Antisemitismus. Erst 1951 kehrte die Familie nach Österreich zurück, allerdings nicht nach Wien, weil laut ihres Vaters dort so viele Nazis waren und er entschied sich für Innsbruck, wie Marion Fischer sagt, einer der großen Irrtümer ihres Vaters. In Innsbruck, wo die Familie in einer Ein-Zimmer-Wohnung unterkam, eröffnete der Vater eine kleine Plexiglasfirma, das Geschäft warf kaum was ab und er eröffnete in Fulpmes ein Uhrmachergeschäft, Marion Fischers Eltern pendelten täglich zwischen Innsbruck und Fulpmes. Fischer selber kam in das Gallusstift nach Bregenz, schloss aber die Schule nicht ab, mit knapp 19 Jahren heiratete sie, 1961 wurde Tochter Deborah geboren, eine ehemalige Nachbarin aus Asiero wurde die Taufpatin. Fischer eröffnete ein Antiquitätengeschäft, doch 1988 zog sie nach Asiero, auch auf Grund des antisemtischen Klimas in Innsbruck, so wurde ihnen ein Davidstern an die Tür gemalt, Beschimpfungen auf den Anrufbeantworter gesprochen, für die Politik Israels verantwortlich gemacht, darauf angesprochen, war ihre Antwort: „Die Israelische Regierung fragt mich nicht, was ich davon halte und lässt sich in keiner Weise von mir nicht beeinflussen, obwohl ich dazu sagen muss, dass ich das auch nicht gut finde, was dort passiert. aber ich kann wirklich nichts dafür.“
Ihre Großeltern Väterlicherseits hatten 1939 den Freitod gewählt, ihre Großmutter mütterlicherseits und ihre Onkel wurden deportiert und ermordet.
Ihre Motivation sich als Zeitzeugin zur Verfügung zu stellen, war vor allem der Rechtsruck. Der Sohn der Landmanns, Heinz Landmann, inzwischen Henry Landmann, ist inzwischen auch als Zeitzeuge in Schulen unterwegs.